# Cantonul La Roche-sur-Yon-Sud
Cantonul La Roche-sur-Yon-Sud este un canton din arondismentul La Roche-sur-Yon, departamentul Vendée, regiunea Pays de la Loire, Franța.

## Comune
- Aubigny
- Chaillé-sous-les-Ormeaux
- Fougeré
- La Chaize-le-Vicomte
- La Roche-sur-Yon (parțial, reședință)
- Les Clouzeaux
- Le Tablier
- Nesmy
- Saint-Florent-des-Bois
- Thorigny